# Strauss (cratère)
Pour les articles homonymes, voir Strauss.
Strauss est un cratère d'impact présent sur la surface de Mercure. 
Le cratère fut ainsi nommé par l'Union astronomique internationale en 2019 en hommage à la famille de musiciens viennois Strauss. 
Son diamètre est de 17 km. Il se situe dans le quadrangle de Borealis (quadrangle H-1) de Mercure.